# العلاقات الأرجنتينية الفنزويلية
العلاقات الأرجنتينية الفنزويلية هي العلاقات الثنائية التي تجمع بين الأرجنتين وفنزويلا.

## مقارنة بين البلدين
هذه مقارنة عامة ومرجعية للدولتين:
| وجه المقارنة                                              | الأرجنتين                                               | فنزويلا                                  |
| --------------------------------------------------------- | ------------------------------------------------------- | ---------------------------------------- |
| المساحة (كم2)                                             | 2.78 مليون                                              | 916.45 ألف                               |
| عدد السكان (نسمة)                                         | 44.27 مليون                                             | 28.87 مليون                              |
| الكثافة السكانية (ن./كم²)                                 | 15.92                                                   | 31.5                                     |
| العاصمة                                                   | بوينس آيرس                                              | كاراكاس                                  |
| اللغة الرسمية                                             | اللغة الإسبانية                                         | اللغة الإسبانية، لغة الإشارة الفنزويلية ‏ |
| العملة                                                    | البيزو الأرجنتيني 1983 ‏، بيزو أرجنتيني، أسترال أرجنتيني | بوليفار فنزويلي                          |
| الناتج المحلي الإجمالي (بليون دولار)                      | 637.59 مليار                                            | 482.36 مليار                             |
| الناتج المحلي الإجمالي (تعادل القوة الشرائية) بليون دولار | 883.02 مليار                                            |                                          |
| الناتج المحلي الإجمالي الاسمي للفرد دولار أمريكي          | 13.43 ألف                                               |                                          |
| الناتج المحلي الإجمالي للفرد دولار أمريكي                 |                                                         |                                          |
| مؤشر التنمية البشرية                                      | 0.827                                                   | 0.762                                    |
| رمز المكالمات الدولي                                      | +54                                                     | +58                                      |
| رمز الإنترنت                                              | .ar                                                     | .ve                                      |
| المنطقة الزمنية                                           | 00                                                      | 00                                       |

## مدن متوأمة
في ما يلي قائمة باتفاقيات التوأمة بين مدن أرجنتينية وفنزويلية:
- ترتبط سالتا مع ماراكاي باتفاقية توأمة.
- ترتبط روساريو مع كاراكاس باتفاقية توأمة منذ 2011.[13][13][13][13]
- ترتبط لابلاتا مع سانتا آنا دي كورو باتفاقية توأمة.

## منظمات دولية مشتركة
يشترك البلدان في عضوية مجموعة من المنظمات الدولية، منها:
| علم المنظمة | اسم المنظمة                                                          | تاريخ انضمام الأرجنتين | تاريخ انضمام فنزويلا |
| ----------- | -------------------------------------------------------------------- | ---------------------- | -------------------- |
|             | منظمة التجارة العالمية                                               | ?                      | ?                    |
|             | المنظمة الهيدروغرافية الدولية                                        | ?                      | ?                    |
|             | مؤسسة التمويل الدولية                                                | 13 أكتوبر 1959         | 28 ديسمبر 1956       |
|             | منظمة حظر الأسلحة الكيميائية                                         | ?                      | ?                    |
|             | الأمم المتحدة                                                        | 24 أكتوبر 1945         | 15 نوفمبر 1945       |
|             | الاتحاد الدولي للاتصالات                                             | 1889                   | 13 أغسطس 1920        |
|             | منظمة الشرطة الجنائية الدولية                                        | ?                      | ?                    |
|             | البنك الدولي للإنشاء والتعمير                                        | 20 سبتمبر 1956         | 30 ديسمبر 1946       |
|             | ميركوسور                                                             | ?                      | ?                    |
|             | الاتحاد البريدي العالمي                                              | ?                      | ?                    |
|             | وكالة ضمان الاستثمار متعدد الأطراف                                   | 11 فبراير 1992         | 9 مايو 1994          |
|             | وكالة حظر الأسلحة النووية في أمريكا اللاتينية ومنطقة البحر الكاريبي ‏ | ?                      | ?                    |
|             | يونسكو                                                               | 15 سبتمبر 1948         | 25 نوفمبر 1946       |
|             | اتحاد دول أمريكا الجنوبية                                            | ?                      | ?                    |

## أعلام
هذه قائمة لبعض الشخصيات التي تربطها علاقات بالبلدين:
- سونيا سميث (ممثلة من الولايات المتحدة الأمريكية، 23 أبريل 1971[20] – )
- مارا كرواتو (ممثلة فنزويلية، 2 فبراير 1969[21] – )
- ناهويل فيراريسي (لاعب كرة قدم فنزويلي، 19 نوفمبر 1998 – )

## وصلات خارجية
- موقع وزارة الخارجية الأرجنتينية
- موقع وزارة الخارجية الفنزويلية